# ارنست روديغر أولدوروغ
ارنست روديغر أولدوروغ (بالإنجليزية: Ernst-Rüdiger Olderog)‏ (ولد في 4 يونيو 1955) وهو عالم كمبيوتر ألماني وهو أستاذ في جامعة أولدنبورغ في شمال ألمانيا.
ولد أولديروغ في بريدينبيك في شلسفيغ هولشتاين شمال ألمانيا، ودرس علم الحاسوب والرياضيات والمنطق في جامعة كيل، حيث حصل على شهادة الدكتوراه في عام 1981 تحت إشراف البروفيسور هانز لانجماك على أنظمة توصيف نمط هورر في لغة تدى ألغول (لغة برمجة). وبعد عدة زيارات بحثية في الخارج (بما في ذلك مجموعة أبحاث البرمجة في جامعة أوكسفورد وأمستردام، جامعة إدنبرة، مركز أبحاث توماس جون واتسون وجامعة سارلاند)، حصل على شهادة التأهل للأستاذية في جامعة كيل في عام 1989. ومنذ ذلك الحين، عُين في قسم علوم الكمبيوتر في جامعة أولدنبورغ. في عام 1994، مُنح أولدروغ، مع زميله مانفريد بروي، جائزة مؤسسة البحوث الألمانية (DFG)، بقيمة ثلاثة ملايين مارك ألماني. من عام 1995 إلى عام 2005، كان أولديروغ رئيسًا لمجموعة العمل الخاصة بـ 2.2 IFIP - الجمعية الدولية لمعالجة المعلومات - حول الوصف الرسمي لمفاهيم البرمجة. في عام 1998، حصل على جائزة Silver Core من IFIP عن عمله في مجموعة IFIP. كان أولديروغ محررًا في مجلة اكتا إنفورماتيكا وكان عضوًا في أكاديميا يوروبا منذ عام 2012.
كان أولديروغ أستاذ في علم الحاسوب النظري في جامعة كارل فون أوسيتزكي أولدنبورغ. وهو رئيس قسم تطوير الأنظمة الصحيحة والتي يرتبط بحثها بمجال نظرية البرمجة. الهدف من هذا العمل هو تطوير إجراءات لإنشاء برمجيات صحيحة للنظم المتوازية. ألف أولروغ العديد من الكتب العلمية.

## وصلات خارجية
- Ernst-Rüdiger Olderog home page
- ارنست روديغر أولدوروغ منشورات مفهرسة من قبل جوجل سكولار
- Ernst-Rüdiger Olderog at الببليوغرافيا الرقمية ومشروع المكتبة Bibliography Server